# Пародии на серию романов о Гарри Поттере
Огромная популярность фэнтезийной книжной серии «Гарри Поттер» Джоан Кетлин Роулинг привела к тому, что на его основе было создано множество пародий, охватывающих различные сферы жизни человека. Франшизе принадлежит рекорд по количеству написанных по ней фанфиков: более 900.000 оригинальных наименований. Некоторые пародии были объявлены Дж. К. Роулинг и её издателями плагиатом, в то время как другие продавались сотнями тысяч копий без какой-либо угрозы юридических санкций. Ошибочные интерпретации пародий привели к возникновению как минимум двух городских легенд. Многие пародии на Гарри Поттера были самоизданы, другие были представлены в журналах и на телевидении, в различных юмористических программах (например, журнал «Mad», мультсериалы «Симпсоны», «Южный Парк», телепрограммы Saturday Night Live и «Робоцып»), которые пародировали Гарри Поттера не один раз. Во многих случаях пародировалась также и сама Роулинг.

## Книги

### На английском
- «Барри Троттер» Пародия, написанная Майклом Гербером[англ.] и в первый раз опубликованная в Великобритании. Серия на сегодняшний день включает в себя три книги. Первые две книги были изданы на территории России.
- «Гарри Путтер и Чизкейковая Комната» под авторством Тимоти Р. О’Доннела. Книга повествует о приключениях Гарри Путтере, Рона Чизли, и Гермионе Стрейнджер на их шестом году обучения, или же седьмом, если учитывать ещё и дошкольный, существует также продолжение: «Гарри Путтер и Смертельные Волосяные Шарики» повествующая о наших героях, пытающихся уничтожить  Lord Moldyfart. А тем временем паника продолжается среди студентов в «Hogwashes School for Wizards and Witches». Появилась новая угроза: жестокая кошка дьявола, бродящая по темницам. После того, как она разрывает свою жертву острыми когтями, кошка оставляет на каждой из своих жертв волосяные шарики, что является её своеобразной визитной карточкой при убийстве.
- «Хайри Потти и Исподнее Справедливости» 33-страничный комикс из серии «The Captain Underpants Extra-Crunchy Book o' Fun» под авторством Дейва Пилки.[6]
- «Hairy Pothead and the Marijuana Stone» Даны Ларсен — как сказано в описании книги: «марихуанно-нагруженная пародия длиной в книгу». Была выпущена в Соединённых Штатах и Канаде в октябре 2007 Журналом «Cannabis Culture Magazine». История параллельна оригинальным книгам, но вместо оригинального волшебника здесь Hairy Pothead — «Weedster», который учится в «Hempwards School of Herbcraft and Weedery». В книге имеются такие персонажи как глава школы: Alwaze Duinthadope, профессора Moruvva McGanjagal и Vacuous Vape. Книга получила широкое освещение в СМИ Канады после её издания.
- «Henry Potty and the Pet Rock: An Unauthorized Harry Potter Parody» от Валери Франкель (Valerie Frankel). В июле 2008 вышло продолжение, «Henry Potty and the Deathly Paper Shortage. An Unauthorized Harry Potter Parody». Эти рассказы повествуют о приключениях Henry Potty, Really Wimpy, и Horrendous Gangrene которые посещают школу под названием «Chickenfeet Academy». Серия является метавымышленной, поскольку главные герои знают, что находятся в книге, которую Lord Revolting, пытается испортить.
- «Parry Hotter And The Steamy Side Of Magic» от К. С. Эллис (K.C. Ellis). В России была издана как «Парри Хоттер и Изнанка Магии».
- «Henry Shepherd and the Rock of Ages» Ричарда Е. Салисбэри (Richard E. Salisbury) пародия на христианскую тему
- «Howie Monroe and the Doghouse of Doom» Джеймса Хоу (англ. James Howe) и Бретта Хелкуиста (Brett Helquist). Повествует о псе по имени Howie Monroe, который посещает «Dogwiz Academy for Canine Conjurers». Хоуи должен столкнуться с «The-Evil-Force-Whose-Name-C’not-Be-Spoke», также известным как Herbert, толстый кот, который сидел на его родителях.
- «Barry Rotter and The Golf Lesson» под авторством R.E.D. McNabb — сатирический рассказ, главный герой которого убегает из волшебного мира, чтобы учиться гольфу в обычном. Был издан в цифровой форме на Smashwords в мае 2011.

### На русском
- «Таня Гроттер» Дмитрия Емца.
- «Порри Гаттер» Авторы: Андрей Жвалевский и Игорь Мытько. Серия основана на инверсии мифологии о вселенной: Порри активно пользуется маггловскими технологиями в мире магов.[7] На данный момент опубликовано 4 книги.
- «Харри Проглоттер» Сергея Панарина.[8] Серия включает в себя две книги.
  - «Харри Проглоттер и Волшебная Шаурматрица»
  - «Харри Проглоттер и Ордер Феликса»
- «Ларин Пётр» под авторством Ярослава Морозова.[9] Цикл романов включает в себя пять книг.
- «Денис Котик» Александра Зорича.[10] Серия включает в себя четыре книги.
- «Мальчик Гарри и его собака Поттер». Автор: Валентин Постников.[9]
- «Дети против волшебников». Автор: Никос Зервас. Первая книга серии «Наука побеждать». «Православная» пародия на серию книг о Гарри Поттере.

### На французском
- «Гарикотс Вертс» пародия выполненная в виде комикса от Пьерра Виса[фр.]. Впоследствии была переведена на английский и испанский.[11] На начало 2012 года серия насчитывает четыре тома.
- «Гарри Пелотер и волшебная молния» порнографическая пародия от Ника Таммера[фр.].[12]
- «Ларри Бодтер наводит порядок в Фениксе, штат Аризона» от Яна Сорэда[фр.].
- Квебекский юмористический журнал Safarir опубликовал две книги.
  - «Yarry Poster et le secret des 11 ingrédients»
  - «Yarry Poster et l’ordre du dindon»
- «Анри Потье идёт в шикарную школу» Пьера Лабьера[фр.].
- В 2008 году опубликован эротический гей-роман под авторством А. С. Стилкок «Ларри Попперс и секрет запретного аромата»

### На немецком
- «Ларри Оттер и дубина в мешке» пародия на первую книгу о Гарри Поттере от Франка Шмельцера[нем.], использующего псевдоним Джейн Ролинг.[13]
- «Ларри Поттер», «Лотти Поттер». Серия коротких книг, целевая аудитория которых маленькие дети. Под авторством Н. К. Стоуфер

Автор этого произведения подавала иск на Д. К. Роулинг, обвиняя её в том, что она заимствовала основные сюжетные линии и персонажей из её книг, но не смогла привести ни одного доказательства того, что хотя бы одна копия её книги была продана до 2001 года. После этого был подан ответный иск против самой Нэнси и ей пришлось выплатить компенсацию в размере 50000$.

### На других языках
- «Heri Kókler» — венгерская пародия, написанная под псевдонимом К. Б. Роттринг. На 2020 год серия включает в себя 16 книг, причём каждая книга оригинальной франшизы имеет свой пародийный аналог.
- «Harry Trottel» от Питера Джолина[чеш.] опубликована на английском и чешском языках. Серия состоит из пяти романов.
- «Happy Porter : Penyusup di Sekolah Sihir Homework» — индонезийская пародия под авторством Йоки Адитио[индон.].[15]
- «Хайри Потур против Гарри Поттера» — турецкая пародия, написанная Музаффером Изгю.[16]
- «Harry Pórrez». Испанская пародия, выполненная в виде комикса и состоящая из четырёх частей.[17]
- Гарри Поттер и леопард приближаются к дракону[18][19] один из неофициальных китайских романов, опубликованный в 2002 году в материковом Китае. Публикация этого романа была расценена как попытка извлечь выгоду из серии бестселлеров британской писательницы Роулинг. На момент публикации этой книги пятый роман из серии о «Гарри Поттере» «Орден Феникса» ещё не был опубликован. История Гарри Поттера, Леопарда и Дракона в данной книге в основном является переводом приквела «Хоббита» в трилогии знаменитого романа серии «Властелин колец» британского автора Толкиен[20], среди которых большие имена персонажей. Часть из них была изменена на персонажей из серии «Гарри Поттер». При этом книга была опубликована ложно от лица Роулинг, так как на самом деле она не прикладывала руку к этому роману[21].

## Фильмы и телевидение

### Фильмы
- Очень эпическое кино
- Очень голодные игры
- Richardson Productions LLC выпустило «Харви Путтер и Нелепое Помещение» в 2010 году.[22]

### Телевидение США

#### Анимационные
- Симпсоны (4 раза)

#### Не анимационные
- Гарри Поттер несколько раз был спародирован в комедийных скетчах шоу Saturday Night Live. Во всех сценах Гарри Поттера изображала Рейчел Дрэтч; за исключением скетча «С возвращением, Поттер», в котором его играл Уилл Форте. А Линдси Лохан в роли Гермионы Грейнджер с помощью откровенного свитера раскрыла фэндомный «штамп» «Гермиона очень изменилась за лето». Скетч с участием Дж. К. Роулинг в исполнении Эми Полер показал удаленные сцены из фильма «Гарри Поттер и узник Азкабана», где Альбус Дамблдор в исполнении Билла Хейдера ведёт себя как гей. Последний скетч показывает Гарри Поттера, сыгранного Дэниэлом Редклиффом, спустя 10 лет после окончания Хогвартса: тот всё так же живёт в замке, в то время как его друзья Рон и Гермиона становятся профессорами.

### Телевидение Великобритании
- В сериале «Доктор Кто» (серия Код Шекспира), Доктор и Марта Джонс разговаривают о ведьмах. Марта говорит, что всё тут как в книгах про Гарри Поттера, на что Доктор отвечает: «Подожди, вот прочтёшь седьмую книгу… Я плакал.» Под конец эпизода Уильям Шекспир и спутница Доктора используют древнее слово «Экспеллиармус» для изгнания каррионитов, после чего Доктор кричит: «Старая добрая Джей Кей!».
- В сериале «Доктор Кто» (серия Революция далеков), Доктор, томясь в одиночной камере космической тюрьмы, вслух сама себе читает начало первой книги о Гарри Поттере.

## В сети
- Potter Puppet Pals, созданная Нилом Сисиергой серия «игровых» кукольных спектаклей, пародирующая романы и фильмы о Гарри Поттере. Третий эпизод, «Загадочный тикающий звук», набрал на Ютубе свыше 135.000.000 просмотров, став таким образом 25-м наиболее популярным видеороликом за всю истории сервиса.